# Římskokatolická farnost Kostelní Lhota
Římskokatolická farnost Kostelní Lhota je zaniklým územním společenstvím římských katolíků v rámci kutnohorsko-poděbradského vikariátu královéhradecké diecéze.

## O farnosti

### Historie
V roce 1354 je v Kostelní Lhotě poprvé připomínán kostel, zasvěcený Panně Marii, a z tohoto roku je také známo jméno místního plebána - Petr. Patronátní právo ke kostelu měl rod pánů z Kunštátu, majitelů poděbradského panství. Nejstarší písemná zmínka o ustanovení duchovního správce pro ves Kostelní Lhota pochází z roku 1354, kdy pan Boček z Kunštátu dosadil ke kostelu Nanebevzetí Panny Marie, který sám dal vystavět, kněze (plebána) Petra. Od té doby v obci sídlil kněz a spravoval také okolní obce (Písková Lhota, Vrbová Lhota, Přední Lhota). V druhé polovině 16. století za sadského faráře Jana Oupického byly dvě samostatné fary v Sadské a Kostelní Lhotě spojeny v duchovní správě kvůli lepšímu vyživení farářů. Ještě v roce 1713 je v historických pramenech zmínka o dvou samostatných farních kostelech.
V roce 1730 v souvislosti s probíhající územní reformou správního uspořádání církve a vznikem nových vikariátů byl kostel v Kostelní Lhotě přičleněn jako filiální k farnímu kostelu v Sadské.

### Duchovní správci
- 1354–1359 Petr (+ 1359)
- 1359–1363 Bohuněk z Ostružna
- ? Litold
- 1383–1393 Mikuláš
- 1393–1396 Prokop z Třebestovic (+ 1396)
- 1396–? Václav z Kluňacova
- ? Vojtěch
- 1415–? Apollinář

Od roku 1415 není znám žádný kněz, který by sídlil v Kostelní Lhotě. Farnost spravovali faráři ze Sadské až do roku 1785. Prvním krokem k založení samostatné farnosti v určité osadě bylo zřízení tzv. lokálie, kdy v dané osadě žil kněz, kaplan s titulem lokalisty, který tam působil v duchovní správě, vyučoval ve škole a.p. Úředně však byl stále podřízen faráři v některé blízké větší farnosti. Tak v roce 1785 byla v obci Kostelní Lhota zřízena kaplanská lokalie, podřízená faráři v Sadské.
- 1785–1787 Augustin Kraus
- 1787–1807 František Matějka
- 1807–1811 František Weinhauer (+ 1811)
- 1812–1815 František Páteček
- 1815–1823 Václav Scheibal
- 1823–1851 Antonín Štursa
- 1851–1852 Pavel Dusílek
- 1852–1853 Václav Kottland
- 1853 František Černohorský
- 1853–1856 Václav Maxián (poslední lokalista)

Dne 11.3.1856 byla rozhodnutím královéhradeckého biskupa Karla Boromejského Hanla v Kostelní Lhotě zřízena samostatná farnost, zdejší kostel byl povýšen na kostel farní.
- 1856–1873 Václav Maxián (farář)
- 1873 František Dittrich (interkalární administrátor)
- 1873–1878 Jan Bis (farář)
- 1878 František Kovářík (interkalární administrátor)
- 1878–1879 Josef Knob (farář)
- 1879–1893 Ignác Lhota (farář)
- 1893 Alois Novák (administrátor)
- 1893–1909 Václav Dvořáček (farář)
- 1909–1910 Hugo Bittermann (administrátor)
- 1910–1916 František Wolf (farář)
- 1916–1917 Hynek Široký (administrátor)
- 1917–1920 František Reinisch (farář)
- 1920–1921 R.D. Josef Kuchař (30. 1. 1890 - 25. 2. 1935) (administrátor)
- 1921–1944 R.D. Josef Volanský (15. 4. 1894 - 13. 8. 1966) (farář)
- 1944–1957 R.D. Josef Jůza (18. 1. 1915 - 15. 4. 1994) (administrátor)
- 1957–1960 R.D. Vladimír Hanáček (19. 4. 1895 - 3. 9. 1960) (administrátor)
- 1960–1973 P. Martin Vladimír Fišer, OP (30. 1. 1931 - 1. 3. 2008) (administrátor, poslední duchovní správce)
- 1973–1981 R.D. Josef Jůza (18. 1. 1915 - 15. 4. 1994) (administrátor ex currendo ze Sadské)
  - 1973–1990 R.D. Ottokar Havránek (10. 8. 1913 - 10. 5. 1990) (výpomocný duchovní)
- 1981–1982 P. Josef Preisler, SDB (18. 1. 1934 - 25. 4. 2017) (administrátor ex currendo ze Sadské)
- 1982–2002 P. Martin Vladimír Fišer, OP (30. 1. 1931 - 1. 3. 2008) (administrátor ex currendo ze Sadské)
- 2002–2007 R.D. Mgr. Ing. Zdeněk Novák (administrátor ex currendo z Poděbrad)
- 2007–2019 Mons. Vladimír Hronek (administrátor ex currendo z Poděbrad)
- 2019–současnost ICLic. Mgr. Petr Kubant (administrátor ex currendo z Poděbrad)

### Současnost
Farnost je administrována ex currendo z Poděbrad.
| Kostel                         | Místo          | Bohoslužba             | Bohoslužba             | Poznámka     |
| ------------------------------ | -------------- | ---------------------- | ---------------------- | ------------ |
| Kostel Nanebevzetí Panny Marie | Kostelní Lhota | neslouží se pravidelně | neslouží se pravidelně | farní kostel |